# Лахезис
Ла́хезис, също Ла́хесис или Ла́хеса (на старогръцки: Λάχεσις – „съдба“, „определяща участта“, „даваща жребий“; на латински: Lachesis), е средната от трите сестри мойри, богини на съдбата в древногръцката митология. Лахезис е олицетворение на случайностите на съдбата, определяйки я още преди раждането на всеки един човек (нейната по-малка сестра, Клото, преде нишката на съдбата, а по-голямата, Атропос, прерязва тази нишка, олицетворявайки смъртта). Платон описва Лахезис като седяща на висок стол, облечена в бяло, с венец на главата, предяща на вретено неизбежното и пееща за миналото.
Лахезис, подобно на нейните сестри, според някои (архаични) версии на мита се явява дъщеря на богинята Никта – олицетворение на нощния мрак (която, заедно с мойрите, е майка на смъртта, на съня, на богинята на възмездието Немезида и на богинята на раздора Ерида), а според Хезиод тя е дъщеря на Зевс и Темида. Според Платон Лахезис и нейните сестри са дъщери на богинята на необходимостта (неизбежността, съдбата) Ананке, която преде на вретеното на целия свят.
В римската митология майорите съответстват на парките, а богинята Лахезис съответства на богинята Децима (на латински: Decima), която с помощта на жезъла си измерва, колко дълъг ще бъде животът на човек.
Лахезис, подобно на сестрите си, е често срещан персонаж в различни произведения на изкуството. Художници обикновено изобразяват Лахезис като строга девойка, държаща топка, върху която набелязва човешката съдба; или държаща свитък с предначертаната съдба.
В чест на богинята Лахезис е наречен род южноамерикански отровни змии Lachesis (най-известният представител на който е известен под названието бушмастер), както и голям астероид от главния пояс (120) Lachesis.
Образът на Лахезис, олицетворяващ случайностите в човешката съдба, е използван от английския натуралист Джеймс Едуард Смит при публикуването на пътеписите на знаменития Карл Линей, които той пише по време на своето самостоятелно пътешествие в Лапландия през 1732 г. Първото издание на този труд е публикувано през 1811 г., преведено на английски под заглавието Lachesis Lapponica: Обиколка на Лапландия.